# John Newcombe
John David Newcombe (Sydney, 23 maggio 1944) è un ex tennista australiano.
È stato numero 1 al mondo sia nel singolare che nel doppio. In carriera ha vinto 26 titoli del Grande Slam, 7 in singolare, 17 nel doppio maschile (record) e due nel doppio misto.

## Carriera

### Junior
Dimostra il suo talento fin da giovane, a livelli Juniores vince infatti ben 5 titoli del Grande Slam. Nel 1961 centra l'accoppiata Australian Championships-Internazionali di Francia e si ripete anche l'anno successivo. Nel 1963 conquista per la terza volta il torneo di casa raggiungendo quota cinque titoli prima di passare tra gli adulti, un record tuttora ineguagliato.

### Professionista
Il primo successo importante lo ottiene rappresentando l'Australia nella Coppa Davis 1964, viene schierato infatti nei match contro Canada e Cile vincendo tutti e tre i tornei disputati e aiutando così la sua nazione alla vittoria del torneo.
Nel 1965 e 1966 trionfa nel doppio maschile a Wimbledon, la prima insieme a Tony Roche e la seconda con Ken Fletcher.
Nel 1966 a ventidue anni raggiunge la prima finale in singolare di un torneo dello Slam, agli US Open si fa strada eliminando le teste di serie numero 5, Arthur Ashe, e la numero 1 Manuel Santana. Nel match decisivo contro il connazionale Fred Stolle viene sconfitto con il risultato finale di 4–6, 12–10, 6–3, 6–4.
Ma le vittorie non si fanno attendere molto e nel 1967 conquista ben due titoli dello Slam, trionfa a Wimbledon dove gli viene assegnata la testa di serie numero 3 e sconfigge nettamente in finale il tedesco Wilhelm Bungert. Agli US Open partecipa come prima testa di serie e per il secondo anno consecutivo si presenta all'atto finale, di fronte si trova l'americano Clark Graebner e ne esce vincitore in tre set.
Nel 1968 con l'inizio dell'era open arriva il primo titolo nel doppio maschile, insieme a Tony Roche sconfigge nella finale di Wimbledon il team australiano formato da Ken Rosewall e Fred Stolle. All'Open di Francia 1969 ottiene i migliori risultati in carriera nel torneo Parigino. In singolare raggiunge i quarti di finale prima di venire sconfitto da Tom Okker, nel doppio maschile invece trionfa insieme a Roche riuscendo a sconfiggere, solo dopo cinque set, Roy Emerson e Rod Laver.
A Wimbledon come l'anno precedente gioca e vince la finale del doppio maschile insieme a Roche, gli sfidanti erano Tom Okker e Marty Riessen, nel singolare invece viene sconfitto in finale da Rod Laver nell'anno in cui conquisterà tutti e quattro i tornei dello Slam. Anche nel 1970 si presenta in finale a Wimbledon sia nel singolo che nel doppio, sconfigge in entrambi i casi Ken Rosewall che nel doppio era accompagnato da Fred Stolle.
Il primo successo nel torneo di casa, gli Australian Open, arriva nel 1971 dove insieme a Roche sconfigge nel doppio maschile Tom Okker e Marty Riessen per 6-2, 7-6. A Wimbledon vince la sua terza finale nel singolare dove ha la meglio sull'americano Stan Smith in un match lungo cinque set e finito 6–3, 5–7, 2–6, 6–4, 6–4.
Cambia partner di doppio ed insieme a Roger Taylor vince il primo titolo agli US Open superando Stan Smith e Erik Van Dillen. Nel 1973 sono ben quattro i titoli dello Slam conquistati, divisi equamente tra singolare e doppio. Agli Australian Open batte in finale Onny Parun per 6-3, 6-7, 7-5, 6-1. Al Roland Garros insieme a Tom Okker sconfiggono Jimmy Connors e Ilie Năstase in cinque set.
Agli US Open trionfa in singolare su Jan Kodeš e nel doppio, in una finale tutta australiana, sconfigge insieme a Owen Davidson il team formato da Rod Laver e Ken Rosewall. Nel 1974 ottiene il suo ultimo successo a Wimbledon, insieme a Tony Roche sconfigge Bob Lutz e Stan Smith. Con questa vittoria arrivano a sette le vittorie nel torneo londinese.
L'anno successivo arriva l'ultima vittoria in singolare durante un torneo dello Slam, agli Australian Open 1975 infatti supera Jimmy Connors per 7-5, 3-6, 6-4, 7-6. L'anno dopo sempre al torneo australiano si presenta in finale sia nel singolo che nel doppio, nel primo viene sconfitto da Mark Edmondson mentre nel doppio insieme al compagno storico Roche ha la meglio su Ross Case e Geoff Masters.
Nel 1986 viene inserito nell'International Tennis Hall of Fame

## Stile di gioco
Destrorso, il suo gioco era basato sul serve & volley e usava il rovescio ad una mano.
Aveva infatti un servizio molto potente, che gli consentiva di eccellere sulle superfici rapide, e un ottimo gioco di volo. 
Faticava di più su terra battuta, dove era spesso costretto a  sostenere lunghi scambi da fondo, a lui poco congeniali. 
Il suo rovescio, in particolare, era eseguito o in uno slice debole e difensivo o veniva colpito piatto, soprattutto in passante, risultando insicuro e inefficace. 
Meglio il dritto, anch'esso piatto, con il quale tuttavia tendeva talvolta a commettere errori, soprattutto se lo scambio si allungava.
Nutriva un profondo rispetto per i suoi colleghi australiani, in particolare Rod Laver, e questo a suo dire è stato un handicap  contro di loro. 
Si dimostrò invece un osso duro anche contro i migliori giocatori della generazione successiva, che rivoluzionarono il tennis con l'introduzione del gioco da fondo campo e del rovescio bimane, mettendo in difficoltà molti vecchi campioni: Newcombe infatti rifilò numerose sconfitte al giovane Björn Borg e sconfisse Jimmy Connors agli Australian Open  nel 1975, nell'ultima vittoria slam della sua gloriosa carriera.

## Statistiche

### Singolare

#### Vittorie (43)[1]
| Legenda                                     |
| Grande Slam (7)                             |
| Tornei di fine anno (1)                     |
| Tornei indipendenti / Grand Prix / WCT (35) |

| Numero | Data              | Torneo                                          | Superficie       | Avversario in finale | Punteggio               |
| 1.     | 7 luglio 1967     | Torneo di Wimbledon, Londra                     | Erba             | Wilhelm Bungert      | 6–3, 6–1, 6–1           |
| 2.     | 10 settembre 1967 | U.S. National Championships, New York           | Erba             | Clark Graebner       | 6-4, 6-3, 6-2           |
| 3.     | 1968              | Bakersfield WCT, Bakersfield                    | Sintetico (i)    | Cliff Drysdale       | 31–12, 31–22            |
| 4.     | 1968              | Evansville WCT, Evansville                      | Sintetico (i)    | Nikola Pilić         | 31–17, 31–17            |
| 5.     | 1968              | Cannes WCT, Cannes                              | Cemento (i)      | Marty Riessen        | 7–5, 6–2                |
| 6.     | 19 agosto 1968    | ATP German Open, Amburgo                        | Terra rossa      | Cliff Drysdale       | 6-3, 6-2, 6-4           |
| 7.     | 1968              | Transvaal WCT, Pretoria                         | Cemento          | Tony Roche           | 11–9, 4–6, 6–3          |
| 8.     | 1968              | Durban WCT, Durban                              | Cemento          | Tony Roche           | 6–3, 6–4                |
| 9.     | 1968              | East London WCT, East London                    | Cemento          | Cliff Drysdale       | 10–6                    |
| 10.    | 1968              | Kimberley WCT, Kimberley                        | Cemento          | Tony Roche           | 10–6                    |
| 11.    | 3 maggio 1969     | British Hard Court Championships, Bournemouth   | Terra rossa      | Bob Hewitt           | 6-8, 6-3, 5-7, 6-4      |
| 12.    | 27 maggio 1969    | Internazionali d'Italia, Roma                   | Terra rossa      | Tony Roche           | 6–3, 4–6, 6–2, 5–7, 6–3 |
| 13.    | 1970              | Victorian Championships, Melbourne              | Erba             | Tony Roche           | 6–4, 6–4, 4–6, rit.     |
| 14.    | 7 giugno 1970     | Morocco International, Casablanca               | Terra rossa      | Andrés Gimeno        | 6-4, 6-4, 6-4           |
| 15.    | 4 luglio 1970     | Torneo di Wimbledon, Londra (2)                 | Erba             | Ken Rosewall         | 5–7, 6–3, 6–3, 3–6, 6–1 |
| 16.    | 18 luglio 1970    | North of England Championships, Hoylake         | Erba             | Owen Davidson        | 6-4, 7-9, 6-4           |
| 17.    | 14 febbraio 1971  | U.S. Professional Indoor, Filadelfia            | Sintetico indoor | Rod Laver            | 7–6(5), 7–6(1), 6–4     |
| 18.    | 28 marzo 1971     | Chicago WCT, Chicago                            | Sintetico indoor | Arthur Ashe          | 4-6, 7-6, 6-2, 6-3      |
| 19.    | 2 maggio 1971     | Dallas Open, Dallas                             | Sintetico indoor | Arthur Ashe          | 7-6, 6-4                |
| 20.    | 3 luglio 1971     | Torneo di Wimbledon, Londra (3)                 | Erba             | Stan Smith           | 6–3, 5–7, 2–6, 6–4, 6–4 |
| 21.    | 16 luglio 1971    | Swiss Open Gstaad, Gstaad                       | Terra rossa      | Tom Okker            | 6-2, 5-7, 1-6, 7-5, 6-3 |
| 22.    | 16 agosto 1971    | Canada Open, Montréal                           | Terra rossa      | Tom Okker            | 7-6, 3-6, 6-2, 7-6      |
| 23.    | 7 maggio 1972     | Alan King Tennis Classic, Las Vegas             | Cemento          | Cliff Drysdale       | 6–3, 6–4                |
| 24.    | 6 luglio 1972     | St. Louis WCT, St. Louis                        | Sintetico indoor | Nikola Pilić         | 6–3, 6–3                |
| 25.    | 26 agosto 1972    | Colonial National Invitational, Fort Worth      | Cemento          | Ken Rosewall         | 5–7, 1–6, 7–5, 6–4, 6–4 |
| 26.    | 7 ottobre 1972    | Redwood Bank Pacific Coast Championships, Alamo | Cemento          | Cliff Drysdale       | 6–1, 6–1, 7–5           |
| 27.    | 28 ottobre 1972   | Vancouver WCT, Vancouver                        | Cemento          | Marty Riessen        | 6–7, 7–6, 7–6, 7–5      |
| 28.    | 5 novembre 1972   | Swedish Pro Tennis Championships, Göteborg      | Sintetico indoor | Roy Emerson          | 6–7, 7–6, 7–6, 7–5      |
| 29.    | 14 dicembre 1972  | Johannesburg Indoor, Johannesburg               | Cemento indoor   | John Alexander       | 6-1, 7-6                |
| 30.    | 1º gennaio 1973   | Australian Open, Melbourne                      | Erba             | Onny Parun           | 6–3, 6–7, 7–5, 6–1      |
| 31.    | 9 settembre 1973  | US Open, New York (2)                           | Erba             | Jan Kodeš            | 6–4, 1–6, 4–6, 6–2, 6–3 |
| 32.    | 1973              | Palmetto State Championships, Columbia          | Sintetico (i)    | Dick Stockton        | 6–4, 6–3                |
| 33.    | 10 novembre 1973  | Jakarta Open, Giacarta                          | Cemento          | Ross Case            | 7-6, 7-6, 6-3           |
| 34.    | 10 febbraio 1974  | St. Petersburg WCT, St. Petersburg              | Cemento          | Alex Metreveli       | 6–0, 7–6                |
| 35.    | 9 marzo 1974      | La Costa WCT, La Costa                          | Sintetico indoor | Alex Metreveli       | 6-2, 4-6, 6-4           |
| 36.    | 30 marzo 1974     | American Airlines Tennis Games, Tucson          | Cemento          | Arthur Ashe          | 6-3, 7-6                |
| 37.    | 1º aprile 1974    | New Orleans WCT, New Orleans                    | Cemento          | Jeff Borowiak        | 6-4 6-2                 |
| 38.    | 14 aprile 1974    | Verizon Tennis Challenge, Orlando               | Cemento          | Jaime Fillol         | 6-2, 3-6, 6-3           |
| 39.    | 12 maggio 1974    | WCT Finals, Dallas                              | Sintetico indoor | Björn Borg           | 4–6, 6–3, 6–3, 6–2      |
| 40.    | 12 ottobre 1974   | Hawaiian Open, Maui                             | Cemento          | Roscoe Tanner        | 7–6, 7–6                |
| 41.    | 20 ottobre 1974   | Japan Open Tennis Championships, Tokyo          | Cemento indoor   | Ken Rosewall         | 3-6, 6-2, 6-3           |
| 42.    | 20 ottobre 1974   | Australian Indoor Championships, Sydney         | Cemento indoor   | Cliff Richey         | 6–3, 6–4                |
| 43.    | 1º gennaio 1975   | Australian Open, Melbourne                      | Erba             | Jimmy Connors        | 7–5, 3–6, 6–4, 7–5      |

#### Finali perse (31)[1]
| Numero | Data | Torneo                                        | Superficie    | Avversario in finale | Punteggio               |
| 1.     | 1966 | U.S. National Championships, New York         | Erba          | Fred Stolle          | 6-4, 10-12, 3-6, 4-6    |
| 2.     | 1968 | New Orleans WCT, New Orleans                  | Sintetico (i) | Cliff Drysdale       | 28–31                   |
| 3.     | 1968 | Minneapolis WCT, Minneapolis                  | Sintetico (i) | Dennis Ralston       | 26–31, 31–19, 4–5       |
| 4.     | 1968 | U.S. Pro Tennis Championships, Boston         | Erba          | Rod Laver            | 4–6, 4–6, 7–9           |
| 5.     | 1968 | French Pro Championship, Parigi               | Terra battuta | Rod Laver            | 2–6, 2–6, 3–6           |
| 6.     | 1968 | Vienna WCT, Vienna                            | Cemento (i)   | Tony Roche           | 4–6, 5–7                |
| 7.     | 1968 | Wembley Championship, Londra                  | Cemento (i)   | Ken Rosewall         | 4–6, 6–4, 5–7, 4–6      |
| 8.     | 1969 | Monte Carlo Masters, Monte Carlo              | Terra battuta | Tom Okker            | 10–8, 1–6, 5–7, 3–6     |
| 9.     | 1969 | Queen's Club Championships, Londra            | Erba          | Fred Stolle          | 3–6, 20–22              |
| 10.    | 1969 | Torneo di Wimbledon, Londra                   | Erba          | Rod Laver            | 4–6, 7–5, 4–6, 4–6      |
| 11.    | 1969 | U.S. Pro Tennis Championships, Boston (2)     | Cemento       | Rod Laver            | 5–7, 2–6, 6–4, 1–6      |
| 12.    | 1969 | Atlanta Pro Championships, Atlanta            | Cemento       | Butch Buchholz       | 4–6, 7–5, 4–6, 7–5, 2–6 |
| 13.    | 1970 | Australian Pro                                | Cemento       | Tony Roche           | 7–5, 5–7, 5–7           |
| 14.    | 1970 | South Texas Pro Championships, Corpus Christi | Cemento       | Ken Rosewall         | 2–6, 0–6                |
| 15.    | 1970 | Queen's Club Championships, Londra (2)        | Erba          | Rod Laver            | 4–6, 3–6                |
| 16.    | 1970 | Welsh Open, Newport                           | Erba          | Ken Rosewall         | 4–6, 4–6                |
| 17.    | 1970 | Louisville Open, Louisville                   | Terra battuta | Rod Laver            | 3–6, 3–6                |
| 18.    | 1970 | Countrywide Classic, Los Angeles              | Cemento       | Rod Laver            | 6–4, 4–6, 6–7           |
| 19.    | 1970 | Midland Pro Championships, Midland            | Sintetico     | Roger Taylor         | 6–2, 6–7, 1–6           |
| 20.    | 1971 | Queen's Club Championships, Londra (3)        | Erba          | Stan Smith           | 6–8, 3–6                |
| 21.    | 1971 | Sea Pines Pro Championships, Hilton Head      | Terra battuta | Rod Laver            | 2–6, 4–6                |
| 22.    | 1972 | CBS Classic, Hilton Head                      | Terra battuta | Ken Rosewall         | 5–7, 3–6                |
| 23.    | 1973 | Louisville Open, Louisville (2)               | Terra battuta | Manuel Orantes       | 6–3, 3–6, 4–6           |
| 24.    | 1973 | Chicago Grand Prix, Chicago                   | Cemento (i)   | Tom Okker            | 6–3, 6–7, 3–6           |
| 25.    | 1973 | Japan Open Tennis Championships, Tokyo        | Terra battuta | Ken Rosewall         | 1–6, 4–6                |
| 26.    | 1973 | Aryamehr Cup, Tehran                          | Terra battuta | Raúl Ramírez         | 7–6, 1–6, 5–7, 3–6      |
| 27.    | 1973 | Sydney Indoor, Sydney                         | Cemento (i)   | Rod Laver            | 6–3, 5–7, 3–6, 6–3, 4–6 |
| 28.    | 1974 | Hempstead WCT, Hempstead                      | Sintetico (i) | Stan Smith           | 4–6, 6–3, 3–6           |
| 29.    | 1976 | Australian Open, Melbourne                    | Erba          | Mark Edmondson       | 7–6, 3–6, 6–7, 1–6      |
| 30.    | 1978 | Richmond WCT, Richmond                        | Sintetico (i) | Vitas Gerulaitis     | 3–6, 4–6                |
| 31.    | 1978 | Guadalajara Open, Guadalajara                 | Terra battuta | Gene Mayer           | 3–6, 4–6                |